# Келлеровський район
Ке́ллеровський район — колишня адміністративна одиниця Кокшетауської області Казахської РСР та Казахстану, що існувала з 1936 по 1997 роки.

## Історія
Район був утворений 29 липня 1936 року у складі Карагандинської області з частини Червоноармійського району. Того ж дня район перейшов до складу новоствореної Північноказахстанської області.
Від моменту створення району до його складу увійшли 18 сільрад Червоноармійського району — Богодуховська, Волинська, Глибоківська, Гірківська, Драгоміровська, Келлеровська, Краснодольська, Краснополянська, Краснокаменська, Кременчузька, Літовочна, Нагорна, Озерна, Південна, Підлісна, Ростовська, Степна, Чернігівська.
15 березня 1944 року район увійшов до складу новоствореної Кокчетавської області.
2 січня 1963 року район був ліквідований, але відновлений вже 28 травня 1969 року.
2 травня 1997 року район був ліквідований, а територія передана до складу Красноармійського району.